# Monotropoideae
Die Monotropoideae sind eine Unterfamilie der Familie der Heidekrautgewächse (Ericaceae), in der die früher eigenständigen Familien der Fichtenspargelgewächse (Monotropaceae) und der Wintergrüngewächse (Pyrolaceae) zusammengefasst sind.

## Beschreibung
Es sind ausdauernde krautige Pflanzen.

## Lebensweise
Durch den Verlust der Fähigkeit, Photosynthese zu betreiben, unterscheiden sich die Tribus Monotropeae und Pterosporeae von der Tribus Pyroleae. Während Pyroleae selbsternährende (autotrophe), immergrüne Pflanzen sind, haben Monotropeae und Pterosporeae stark reduzierte Laubblätter und besitzen kein Blattgrün (Chlorophyll) mehr. Sie sind extrem wirtsspezifische mykoheterotrophe Pflanzenarten, die an Pilzhyphen parasitieren. Mit der im westlichen Nordamerika vorkommenden Wintergrünsippe Pyrola picta forma aphylla existiert eine ökologische Übergangsform zwischen den beiden Gruppen.
Wie die Ergebnisse der phylogenetischen Analyse zeigen, ist die myko-heterotrophe Lebensweise innerhalb der Ericaceae zweimal unabhängig voneinander entstanden.

## Verbreitung
Es sind Elemente der Waldbodenflora vor allem der Nordhalbkugel, das Verbreitungsgebiet strahlt jedoch häufig aus bis in die Subtropen/Tropen der Neuen Welt und Melanesiens.

## Systematik
Die Monotropeae und Pterosporeae bildeten früher die eigenständige Familie der Fichtenspargelgewächse (Monotropaceae). Molekulargenetische Untersuchungen erwiesen aber die unmittelbare Verwandtschaft der drei heutigen Triben miteinander und dass die Fichtenspargelgewächse ein paraphyletisches Taxon waren.
Die Unterfamilie wird in drei Tribus gegliedert und enthält etwa 16 Gattungen mit etwa 50 Arten.
- Tribus Monotropeae Dumort.:
  - Allotropa Torr. & A.Gray
  - Cheilotheca Hook. f. (Syn.: Andresia Sleumer)
  - Hemitomes A.Gray (Syn.: Newberrya Torr.)
  - Hypopitys Hill
  - Monotropa L.
  - Monotropastrum Andres (Syn.: Eremotropa Andres, Monotropanthum Andres)
  - Monotropsis Schwein. ex Elliott (Syn.: Schweinitzia Elliott ex Nutt.)
  - Pityopus Small
  - Pleuricospora A.Gray

- Tribus Pterosporeae Baillon: Sie enthält zwei monotypische Gattungen:
  - Pterospora Nutt.
  - Sarcodes Torr.

- Tribus Pyroleae Dumort.: Sie enthält vier Gattungen:
  - Winterlieb (Chimaphila Pursh)
  - Moneses Salisb. ex Gray
  - Birngrün (Orthilia Raf., Syn.: Ramischia Opiz ex Garcke)
  - Wintergrün (Pyrola L.)

## Nachweise
- P. F. Stevens et al.: Ericaceae. In: Klaus Kubitzki (Hrsg.): The Families and Genera of Vascular Plants – Volume VI – Flowering Plants – Dicotyledons – Celastrales, Oxalidales, Rosales, Cornales, Ericales, 2004, ISBN 978-3-540-06512-8, S. 166–169.
- Ericaceae-Homepage von Kathleen A. Kron.